# Dufourea latifemurinis
Dufourea latifemurinis is een vliesvleugelig insect uit de familie Halictidae. De wetenschappelijke naam van de soort is voor het eerst geldig gepubliceerd in 1982 door Wu.